# Roque Santa Cruz
Roque Luis Santa Cruz Cantero (ur. 16 sierpnia 1981 w Asunción) – paragwajski piłkarz występujący na pozycji napastnika w paragwajskim klubie Club Libertad. W latach 1999–2016 reprezentant Paragwaju.
Karierę piłkarską rozpoczynał w klubie Club Olimpia, w którym występował w latach 1990–1999. W lipcu 1999 roku podpisał kontrakt z Bayernem Monachium, z którego odszedł w 2007 roku do Blackburn Rovers. Jego pseudonim to „Chico”. Posiada również obywatelstwo hiszpańskie.
Roque Santa Cruz w ciągu kilku sezonów przekształcił się w dojrzałego piłkarza. Chico przybył do Bayernu w 1999 roku jako 17-letni, jeden z najlepiej zapowiadających się zawodników na świecie. Napastnik, któremu rola gwiazdy towarzyszyła od dzieciństwa, wyrobił sobie również międzynarodową reputację w reprezentacji. W Lidze Mistrzów w 14 spotkaniach strzelił 3 bramki. W Paragwaju od lat jest uważany za numer jeden reprezentacji. Zaliczył dobry występ na boiskach Korei i Japonii w 2002 roku, jego gra była jednym z głównych czynników, które pomogły Paragwajowi awansować na mistrzostwa świata, które odbyły się w Niemczech. Paragwajczyk mierzy 1,91 m i jest jednym z najlepiej główkujących zawodników w Europie. Dzięki temu miał również zadania defensywne przy stałych fragmentach gry. Jens Jeremies powiedział o Roque: "To świetny piłkarz. Może stać się najlepszym piłkarzem w Europie".
W lipcu 2007 po wielu rotacjach w składzie Bayernu spowodowanych słabym sezonem 2006/07, Santa Cruz opuścił klub i za 5 milionów euro przeszedł do angielskiego Blackburn Rovers F.C.
20 czerwca 2009 roku Paragwajczyk przeszedł do Manchesteru City F.C. za 18 milionów funtów.Trzy razy został wypożyczony: do Blackburn Rovers F.C., Realu Betis Balompié i Malagi. W 2013 podpisał 3 letni kontrakt z Malagą.

## Sukcesy

### Club Olimpia
- Mistrzostwo Paragwaju: 1997, 1998, 1999, 2018 Apertura, 2018 Clausura, 2019 Apertura, 2019 Clausura, 2020 Clausura
- Puchar Paragwaju: 2020/2021

### Bayern Monachium
- Mistrzostwo Niemiec: 1999/2000, 2000/2001, 2002/2003, 2004/2005, 2005/2006
- Puchar Niemiec: 1999/2000, 2002/2003, 2004/2005, 2005/2006
- Puchar Ligi Niemieckiej: 2000, 2004
- Liga Mistrzów UEFA: 2000/2001
- Puchar Interkontynentalny: 2001

### Reprezentacyjne
- Wicemistrzostwo Copa América: 2011

### Wyróżnienia
- Piłkarz roku w Paragwaju: 1999, 2018, 2019[1]
- Piłkarz sezonu w Blackburn Rovers: 2006/2007
- Piłkarz miesiąca Premier League: Grudzień 2007[2]